# Salsa Worcestershire
La salsa Worcestershire és un condiment líquid fermentat creat a la ciutat de Worcester a Worcestershire (Anglaterra) durant la primera meitat del segle xix. Els creadors van ser els químics John Wheeley Lea i William Henry Perrins, que van formar la companyia Lea & Perrins, la qual va ser la primera a comercialitzar el 1837 aquest tipus de salsa. La salsa de Worcestershire es considera un terme genèric des del 1876, quan el Tribunal Superior de Justícia anglès va dictaminar que Lea & Perrins no posseïa la marca comercial de "Worcestershire".
S'utilitza freqüentment per millorar les receptes de menjar i beguda, com ara el Welsh rarebit, l'amanida Cèsar, les ostres Kirkpatrick i els ous farcits. Com a sabor de fons i font d'umami (el cinquè sabor salat), ara també s'afegeix a plats que històricament no el contenien, com ara el xili amb carn i l'estofat de vedella. També s'utilitza directament com a condiment en filets, hamburgueses i altres plats acabats i per aromatitzar còctels com el Bloody Mary i el Cèsar.

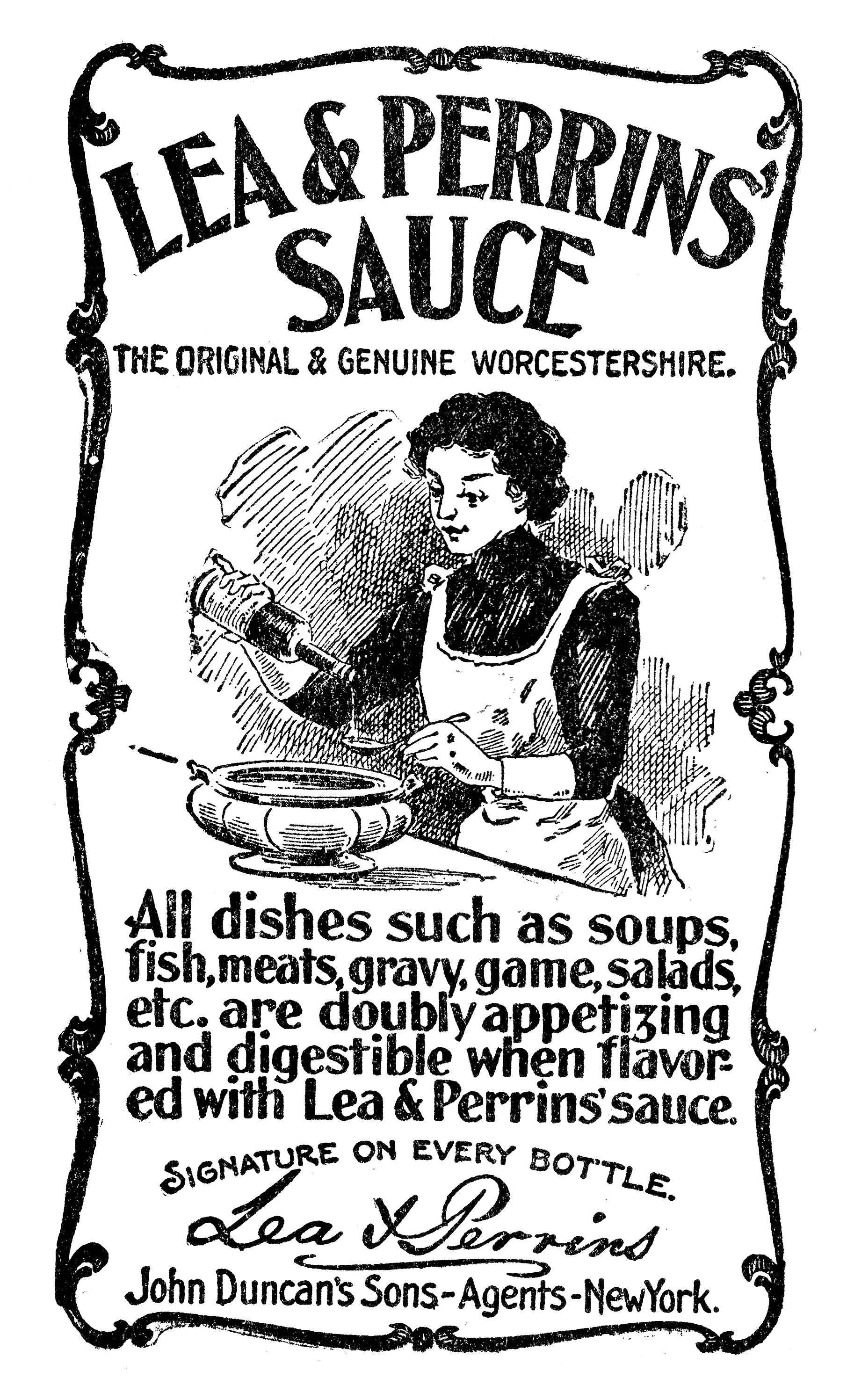
Anunci de 1900 de Lea & Perrins.

Els ingredients originals d'una ampolla de salsa Worcestershire venuda eren: vinagre de malta d'ordi, vinagre espiritual, melassa, sucre, sal, anxoves, extracte de tamarinde, cebes (originalment escalunyes), all, espècia, aromes.
Atès que moltes salses de Worcestershire inclouen anxoves, les persones al·lèrgiques al peix les eviten, i també d'altres que eviten menjar peix, com els vegetarians. El Codex Alimentarius recomana que els aliments preparats que contenen salsa de Worcestershire amb anxoves incloguin una etiqueta que adverteixi del contingut del peix, tot i que no és obligatori a la majoria de jurisdiccions. El Departament d'Agricultura dels Estats Units ha exigit la retirada d'alguns productes amb salsa Worcestershire no declarada. Diverses marques venen varietats de salsa Worcestershire sense anxoves, sovint etiquetades com a vegetarianes o veganes. En general, els jueus ortodoxos s'abstenen de menjar peix i carn al mateix plat, de manera que no utilitzen la salsa tradicional de Worcestershire per condimentar la carn. No obstant això, certes marques estan certificades per contenir menys d'un 1/60 del producte del peix i es poden utilitzar amb carn.